# Ноговицына, Матрёна Степановна
Матрёна Степа́новна Ногови́цына (6 ноября 1991, Мугудай, Чурапчинский улус, Якутия) — российская спортсменка, шашистка.
Чемпионка мира 2021 года, чемпионка Европы 2018 года, самая юная чемпионка России среди женщин (2006), призёр чемпионата Европы среди женщин (бронза, 2004). Бронзовый призёр чемпионата мира по международным шашкам 2010 года, серебряный призёр чемпионата мира 2011 года (осень). Многократная чемпионка Европы и России среди девушек. Чемпионка Кубка мира по международным шашкам (2010 год). Бронзовый призёр чемпионата Европы (2004, 2008 годы). Чемпионка России (2006, 2010. 2015. 2020), серебряный призёр чемпионата России по международным шашкам (2009). Бронзовый призёр чемпионата мира (2007) по быстрой игре. Чемпионка мира (2008, 2009) среди юниорок, чемпионка Европы (2001, 2004, 2005, 2006, 2007, 2008, 2010 годы) и России (2000, 2002, 2003, 2004, 2005, 2006, 2007) среди девушек по международным и русским шашкам. Неоднократная чемпионка и призёр чемпионатов России среди клубов.
Международный гроссмейстер, гроссмейстер России.
Выступает за ШВСМ РС(Я) и шашечный клуб «Нижнее-Ленское» (оба — с 2007 года).
Тренируется у Кычкина Николая Николаевича-II и Александра Сергеевича Георгиева.

## Образование
Шашками занимается с 1999 года. Воспитанница Чурапчинской республиканской спортивной средней школы-интерната (тренеры Кычкин Н. Н.-I, Бырдыннырова М. Н., Кычкин Н. Н.-II). Закончила Чурапчинскую республиканскую спортивную школу-интернат с золотой медалью. С 2008 года студентка Санкт-Петербургского государственного университета финансов и экономики.

### Спортивные достижения на чемпионатах мира и Европы
| Год  | Уровень | Место проведения    | Турнир/матч | Результат | Место |
| ---- | ------- | ------------------- | ----------- | --------- | ----- |
| 2006 | ЧЕ      | Бовец               | Турнир      | +2 =6 -1  | 10    |
| 2007 | ЧМ      | Якутск              | Турнир      | +4 =9 -2  | 8     |
| 2008 | ЧЕ      | Таллин              | Турнир      | +4 =4 -1  | 3     |
| 2010 | ЧЕ      | Семпульно-Краеньске | Турнир      | +3 =5 -1  | 4     |
| 2010 | ЧМ      | Уфа                 | Турнир      | +0 =9 -1  | 3     |
| 2011 | ЧМ      | Ровно               | Турнир      | +6 =7 -0  | 2     |
| 2012 | ЧЕ      | Эммен               | Турнир      | +1 =8 -0  | 14    |
| 2013 | ЧМ      | Улан-Батор          | Турнир      | +4 =9 -2  | 7     |
| 2014 | ЧЕ      | Таллин              | Турнир      | +3 =5 -1  | 10    |
| 2015 | ЧМ      | Ухань               | Турнир      | +4 =9 -2  | 7     |
| 2016 | ЧЕ      | Измир               | Турнир      | +3 =6 -0  | 3     |
| 2018 | ЧЕ      | Москва              | Турнир      | +3 =6 -0  | 1     |
| 2019 | ЧМ      | Якутск              | Турнир      | +6 =7 -2  | 4     |
| 2021 | ЧМ      | Таллин              | Турнир      | +9 =6 -0  | 1     |